# Bocca Quadrata
Bocca Quadrata ("boca cuadrada" en lengua italiana) o, de forma completa cultura de los vasos de Bocca Quadrata, es una fase del Neolítico localizada espacialmente en la Italia septentrional y temporalmente en el V milenio a. C. La denominación se debe a la tipología característica de la cerámica que constituye su fósil director: unos vasos que presentan una embocadura cuadrada, en vez de la habitual embocadura circular.
Fue Luigi Bernabò Brea quien, al final de la década de 1940 y comienzos de la de 1950, estableció la secuencia de las culturas neolíticas de la Italia septentrional, basándose en la sucesión estratigráfica de la gruta de Arene Candide (Savona, Liguria); propuso una división del Neolítico en Neolitico Inferiore ("ceramica impressa"), Neolitico Medio ("vasi a bocca quadrata") y Neolitico Superiore ("Cultura della Lagozza").
La cultura Bocca Quadrata se subdivide en tres subperiodos, según el estilo decorativo de la cerámica: el más antiguo muestra una decoración con incisiones ligeras y graffiti, el intermedio decoración con meandros y espirales, y el último figuras incisas e impresas.
Las muestras más importantes de esta cultura se conservan en el Museo nazionale preistorico etnografico Luigi Pigorini (Roma), el Castello Sforzesco (Milán), y el Museo Civico de Piadena (provincia de Cremona).